# ماکسیمیلیان هایدنرایش
ماکسیمیلیان هایدنرایش (انگلیسی: Maximilian Heidenreich؛ ۹ مهٔ ۱۹۶۷ – ۶ نوامبر ۲۰۲۴) بازیکن فوتبال اهل آلمان بود.
از جمله باشگاه‌هایی که وی در آنها بازی کرده‌است، می‌توان به باشگاه فوتبال وولفسبورگ، باشگاه فوتبال هانوفر ۹۶، باشگاه فوتبال مونیخ ۱۸۶۰، باشگاه فوتبال بازل، باشگاه فوتبال فرایبورگ و باشگاه فوتبال آینتراخت فرانکفورت اشاره کرد.
هایدنرایش در ۶ نوامبر ۲۰۲۴، در سن ۵۷ سالگی بر اثر سرطان روده بزرگ درگذشت.